# Чачуа Амбросій Анзорович
Амбросій Анзорович Чачуа (нар. 2 квітня 1994, Рівне, Україна) — український футболіст грузинського походження, опорний півзахисник львівських «Карпат». Виступав за молодіжну збірну України.

## Клубна кар'єра
Навчатися футболу почав 2007 року в рівненській ДЮСШ «Верес», а 2009 року перейшов до Львівського державного училища фізичної культури. 2011 року 17-літній Чачуа дебютував у складі львівських «Карпат» у молодіжній першості.
Першим в основній команді став поєдинок проти одеського «Чорноморця» 3 листопада 2013 року. У тому сезоні Чачуа відіграв 11 матчів у Прем'єр-Лізі. 2014 року провів 2 матчі за молодіжну збірну України (U-21) і став гравцем основного складу «Карпат».
Результативно розпочав сезон 2016/17 — 3 голи у 8 іграх. 25 вересня 2016 року у виїзному матчі проти ФК «Олександрія» Амбросій вийшов на заміну на 44-ій хвилині, а вже через 20 секунд забив м'яч. За даними каналу «Футбол», це найшвидший гол після виходу на заміну в елітному дивізіоні України.
20 липня 2018 року залишив «Карпати» за обопільною згодою. А вже 31 липня 2018 року підписав контракт з казахстанським клубом «Акжайик». У кінці року залишив казахський клуб, і на початку 2019 року став гравцем кутаїського «Торпедо». У складі команди футболіст став володарем Суперкубка Грузії.
На початку 2019 року Амбросій Чачуа став гравцем команди української першої ліги «Волинь». У подальшому провів за луцьку команди два сезони, зігравши 47 матчів і забивши 2 голи у першому футбольному дивізіоні України.
1 липня 2021 року повернувся до львівських «Карпат», які на той момент виступали у другій лізі. За рік львів'яни здобули право виступати у першій лізі, а за два сезони повернулися до УПЛ. Наразі гравець є капітаном львівського клубу.

## Збірна
Виступав за молодіжні збірні України U19 і U21. У червні 2015 року був викликаний наставником української «молодіжки» Сергієм Ковальцем для участі у Меморіалі Лобановського. На цьому турнірі «жовто-сині» зайняли друге місце, а Чачуа взяв участь в обох матчах.

## Статистика виступів

### Статистика клубних виступів
| Клуб                | Сезон               | Чемпіонат | Чемпіонат | Кубок | Кубок         | Інші змагання     | Інші змагання | Інші змагання | Загалом | Загалом |
| Клуб                | Сезон               | Ігор      | Голів     | Ігор  | Голів         | Змагання          | Ігор          | Голів         | Ігор    | Голів   |
| ------------------- | ------------------- | --------- | --------- | ----- | ------------- | ----------------- | ------------- | ------------- | ------- | ------- |
| «Карпати»           |                     |           |           |       |               |                   |               |               |         |         |
| 2011—12             | 0                   | 0         | 0         | 0     | першість U-21 | 24                | 0             | 24            | 0       |         |
| 2012—13             | 0                   | 0         | 0         | 0     | першість U-21 | 26                | 0             | 26            | 0       |         |
| 2013—14             | 11                  | 0         | 0         | 0     | першість U-21 | 17                | 1             | 28            | 1       |         |
| 2014—15             | 20                  | 0         | 2         | 0     |               | 0                 | 0             | 22            | 0       |         |
| 2015—16             | 16                  | 2         | 1         | 1     | першість U-21 | 4                 | 1             | 21            | 4       |         |
| 2016—17             | 30                  | 4         | 1         | 0     |               | 0                 | 0             | 31            | 4       |         |
| 2017-18             | 15                  | 1         | 0         | 0     |               | 0                 | 0             | 15            | 1       |         |
| Усього за «Карпати» | Усього за «Карпати» | 92        | 7         | 4     | 1             |                   | 71            | 2             | 167     | 10      |
| «Акжайик»           | 2018                | 11        | 0         | 0     | 0             |                   | 0             | 0             | 11      | 0       |
| «Торпедо» (Кутаїсі) | 2019                | 9         | 0         | 1     | 0             | Суперкубок Грузії | 1             | 0             | 11      | 0       |
| «Волинь»            | 2019-20             | 25        | 2         | 1     | 0             |                   | 0             | 0             | 26      | 2       |
| «Волинь»            | 2020-21             | 22        | 0         | 1     | 0             |                   | 0             | 0             | 23      | 0       |
| Усього за «Волинь»  | Усього за «Волинь»  | 47        | 2         | 2     | 0             |                   | 0             | 0             | 49      | 2       |
| «Карпати»           | 2021-22             | 16        | 5         | 3     | 1             |                   | 0             | 0             | 19      | 6       |
| «Карпати»           | 2022-23             | 22        | 3         | 0     | 0             |                   | 0             | 0             | 22      | 3       |
| «Карпати»           | 2023-24             | 28        | 5         | 0     | 0             |                   | 0             | 0             | 28      | 5       |
| Усього за «Карпати» | Усього за «Карпати» | 158       | 20        | 7     | 2             |                   | 71            | 2             | 236     | 24      |
| Загалом             | Загалом             | 225       | 22        | 9     | 2             |                   | 72            | 2             | 306     | 26      |

### Статистика виступів за збірну

#### Юнацька збірна України з футболу (U-18)
class="wikitable" style="font-size: 95 %"
| № | Дата           | Суперник   | Рахунок | Голи |
| 1 | 4 січня 2012   | Італія     | 0:5     | —    |
| 2 | 8 січня 2012   | Чехія      | 1:4     | —    |
| 3 | 10 січня 2012  | Білорусь   | 1:1     | —    |
| 4 | 10 квітня 2012 | Бельгія    | 0:0     | —    |
| 5 | 12 квітня 2012 | Бельгія    | 2:0     | —    |
| 6 | 23 квітня 2012 | Словаччина | 4:0     | —    |
| 7 | 24 квітня 2012 | Хорватія   | 1:2     | —    |
| 8 | 26 квітня 2012 | Данія      | 0:4     | —    |
| 9 | 27 квітня 2012 | Японія     | 4:2     | —    |

#### Юнацька збірна України з футболу (U-19)
class="wikitable" style="font-size: 95 %"
| № | Дата            | Суперник   | Рахунок | Голи |
| 1 | 7 вересня 2012  | Чорногорія | 1:0     | —    |
| 2 | 8 вересня 2012  | Ізраїль    | 4:4     | —    |
| 3 | 10 вересня 2012 | Угорщина   | 0:2     | —    |
| 4 | 18 вересня 2012 | Білорусь   | 1:1     | —    |
| 5 | 20 вересня 2012 | Білорусь   | 1:0     | —    |
| 6 | 1 жовтня 2012   | Англія     | 1:1     | —    |
| 7 | 25 березня 2013 | Німеччина  | 0:2     | —    |
| 8 | 24 квітня 2013  | Греція     | 1:2     | —    |

#### Молодіжна збірна України з футболу (U-21)
class="wikitable" style="font-size: 95 %"
| № | Дата           | Суперник | Рахунок | Голи |
| 1 | 9 жовтня 2014  | Чехія    | 0:1     | —    |
| 2 | 14 жовтня 2014 | Норвегія | 0:2     | —    |

## Титули і досягнення
- Володар Суперкубка Грузії:

Торпедо (Кутаїсі): 2019